# جان دران (تنیس‌باز)
 جان دران (انگلیسی: John Doran؛ زاده ۱۶ مهٔ ۱۹۷۸) یک تنیس‌باز اهل ایرلند است. 